# (313) Chaldaea
(313) Chaldaea ist ein Asteroid des inneren Hauptgürtels, der am 30. August 1891 vom österreichischen Astronomen Johann Palisa an der Universitätssternwarte Wien entdeckt wurde.
Der Asteroid wurde benannt nach Chaldäa, dem Land in Asien zwischen Tigris und Euphrat, dessen Hauptstadt Babylon war. Die Chaldäer waren berühmt als Begründer der Astrologie, wie wir sie heute noch kennen. Die Benennung erfolgte durch die US-amerikanische Philanthropin Catherine Wolfe Bruce (1816–1900) aus New York, die dazu von Palisa eingeladen wurde als Zeichen der Dankbarkeit der Astronomen.

## Wissenschaftliche Auswertung
Aus Daten radiometrischer Beobachtungen im Infraroten aus dem Jahr 1974 vom Cerro Tololo Inter-American Observatory in Chile wurden für (313) Chaldaea erstmals Werte für den Durchmesser und die Albedo von 160 km und 0,01 bestimmt. Aus Ergebnissen der IRAS Minor Planet Survey (IMPS) wurden 1992 Angaben zu Durchmesser und Albedo für zahlreiche Asteroiden abgeleitet, darunter auch (313) Chaldaea, für die damals Werte von 96,3 km bzw. 0,05 erhalten wurden. Radarastronomische Untersuchungen am Arecibo-Observatorium am 28. März 2003 bei 2,38 GHz ergaben einen effektiven Durchmesser von 96 ± 14 km. Eine Auswertung von Beobachtungen durch das Projekt NEOWISE im nahen Infrarot führte 2011 zu vorläufigen Werten für den Durchmesser und die Albedo im sichtbaren Bereich von 96,0 km bzw. 0,01. Nach der Reaktivierung von NEOWISE im Jahr 2013 und Registrierung neuer Daten wurden die Werte 2015 zunächst mit 94,5 km bzw. 0,04 angegeben und dann 2016 korrigiert zu 71,9 oder 79,8 km bzw. 0,06 oder 0,05, diese Angaben beinhalten aber alle hohe Unsicherheiten.
Photometrische Messungen des Asteroiden fanden erstmals statt am 13. Dezember 1976 am Osservatorio Astronomico di Torino in Italien. Aus der aufgezeichneten Lichtkurve konnte aber nur eine mögliche Rotationsperiode von etwa 13 Stunden vorgeschlagen werden. Weitere Beobachtungen erfolgten vom 11. bis 15. März 1981 am La-Silla-Observatorium in Chile. Hier führte die Auswertung der registrierten Lichtkurve zu zwei möglichen Werten für die Rotationsperiode: 10,08 oder 12,67 h. Von den beiden wurde die kürzere Periode bevorzugt.
Neue Messungen während drei Nächten vom 13. bis 20. Juli 1993 am La-Silla-Observatorium führten jedoch zu einer den früheren Ergebnissen völlig widersprechenden Rotationsperiode, nämlich 8,392 h. Obwohl die Auswertung von Beobachtungen vom 11. bis 16. Mai 1996 und 27. Juli bis 3. August 1997 am Osservatorio Astrofisico di Catania in Italien wieder zu einer Rotationsperiode von 10,130 h führte, konnte die deutlich kürzere Periode durch weitere Beobachtungen mehrfach bestätigt werden: Vom 14. September bis 9. November 2001 in der Ukraine an der Außenstelle Tschuhujiw des Charkiw-Observatoriums und am Krim-Observatorium in Simejis (abgeleitete Periode 8,392 h), während dreier Nächte vom 7. bis 12. Mai 2007 am Crescent Butte Observatory in Utah (abgeleitete Periode 8,388 h) sowie am 19. und 22. Mai 2007 am Oakley Observatory in Indiana (abgeleitete Periode 8,38 h).
Eine Auswertung von archivierten Lichtkurven des United States Naval Observatory in Arizona und der Catalina Sky Survey ermöglichte 2011 für ein Gestaltmodell des Asteroiden die Bestimmung einer prograden Rotation sowie einer Periode von 8,38992 h. Neue photometrische Beobachtungen von (313) Chaldaea während drei Nächten vom 20. September bis 2. Oktober 2012 am Osservatorio Astronomico della Regione Autonoma Valle d’Aosta (OAVdA) in Italien ergaben wieder eine Rotationsperiode von 8,392 h. Die Auswertung von 21 vorliegenden Lichtkurven und weiteren Daten der Lowell Photometric Database führte dann in einer Untersuchung von 2016 erneut zur Erstellung eines dreidimensionalen Gestaltmodells des Asteroiden für zwei alternative Positionen der Rotationsachse mit prograder Rotation und einer Periode von 8,38993 h.